# Бертники
Бертники (укр. Бертники) — село в Монастырисской городской общине Чортковского района Тернопольской области Украины.
Население по переписи 2001 года составляло 450 человек. Почтовый индекс — 48324. Телефонный код — 3555.

## История
С 1976 по 1991 год село носило название Лесовое.
До 2020 года входило в Монастырисский район.